# Morrin
Morrin är en ort i Kanada.   Den ligger i provinsen Alberta, i den centrala delen av landet, 2 800 km väster om huvudstaden Ottawa. Morrin ligger 836 meter över havet och antalet invånare är 245.
Terrängen runt Morrin är platt åt nordost, men åt sydväst är den kuperad. Trakten runt Morrin är nära nog obefolkad, med mindre än två invånare per kvadratkilometer.. Morrin är det största samhället i trakten. 
Trakten runt Morrin består till största delen av jordbruksmark.